# After Love -First Boyfriend-
Singles de Crystal Kay
One
(2008) Journey ~Kimi to Futari de~
(2010)
After Love -First Boyfriend-/Girlfriend est le 25e single de la chanteuse Crystal Kay sorti sous le label Sony Music Entertainment Japan le 13 août 2009 au Japon. Il atteint la 31e place au classement de l'Oricon. Il se vend à 2 298 exemplaires et reste classé trois semaines pour un total de 3 461 exemplaires vendus.
After Love -First Boyfriend- a été utilisé comme thème musical pour la publicité TULLY'S COFFEE de ITOEN. Elle se trouve sur l'album Spin the Music et sur l'album de remix The Best Remixes of CK.
Girlfriend a été utilisé comme thème musical pour le film Sonna Kare nara Sutechaeba?, elle se trouve sur la compilation Best of Crystal Kay. Deaeta Kiseki a été utilisé comme thème musical pour la publicité TULLY'S BSRISTA'S SPECIAL de ITOEN.

## Liste des titres
| 1. | After Love -First Boyfriend- feat. Kaname (Chemistry) | Craig Robert, McConnell, Naomi Shobha Lee, Saeko Nishio | Craig Robert, McConnell, Naomi Shobha Lee, Saeko Nishio | 3:33 |
| 2. | Girlfriend feat.BoA                                   | STY                                                     | STY                                                     | 3:45 |
| 3. | Deaeta Kiseki (出会えた奇跡)                          | Kiyo Tsurumi, Crystal Kay                               | Joey Carbone, Lisa Huang                                | 4:25 |
| 4. | After Love -First Boyfriend- (Instrumental)           | Craig Robert, McConnell, Naomi Shobha Lee, Saeko Nishio | Craig Robert, McConnell, Naomi Shobha Lee, Saeko Nishio | 3:33 |
| 5. | Girlfriend (Instrumental)                             | STY                                                     | STY                                                     | 3:43 |